# Takanobu (cràter)
Takanobu és un cràter d'impacte en el planeta Mercuri de 72 km de diàmetre. Porta el nom del poeta japonès Fujiwara Takanobu (1142-1205), i el seu nom va ser aprovat per la Unió Astronòmica Internacional el 1985.